# Culai Neniu
Culai Neniu (în rusă Кулай Неню, n. Nicolae Nenev; n. 1905, gubernia Basarabia, Imperiul Rus – d. 1939) a fost un folclorist și dramaturg din RASS Moldovenească.

## Biografie
Nenev s-a născut în 1905 într-o familie de bulgari basarabeni. Opunându-se Unirii Basarabiei cu România, acesta a trecut Nistrul, stabilindu-se în RASS Moldovenească. A studiat la școala pedagogică din Balta, unde a lucrat în perioada 1928-1930 ca profesor de muzică. În 1928 a fondat un ansamblu coral în Tiraspol, care a fost susținut de guvernul RASSM.
În perioada 1930-1937 a lucrat la Centrul Științific Moldovenesc. La recomandarea scriitorului Pavel Chioru a început să lucreze ca folclorist. Astfel s-au înregistrat peste o mie de poeme și cântece, care au fost lansate în 2 volume: Cu ciocanul toc și toc, respectiv Cântăm și noi. Această perioadă a coincis cu trecerea la alfabetul latin a limbilor din URSS, inclusiv a „limbii moldovenești”. Împreună cu Ekaterina Lebedeva, Neniu a lansat Cântece poporane moldovenești, care includea 170 de melodii din Basarabia țaristă. S. Soloviova a evidențiat în prefața cărții „ura moldovenilor față de țar și de ortodoxism”. În replică, transnistreanul exilat în România Nichita P. Smochină a zis că lucrarea a omis întreg folclorul religios, cum ar fi colindele și bocetele. 
Obediența față de regimul comunist nu l-a salvat pe Neniu de a pica în dizgrație. Deja în 1934, activistul comunist B. Lehtman a susținut că Neniu a lucrat ca polițist în Imperiul Rus sau în Regatul României, precum și că a fost ofițer al Armatei Albe. Similar cu alți scriitori din RASS Moldovenească (Nistor Cabac, Samuil Lehtțir, Filimon Săteanu, Pavel Chioru, Ion Corcin-Corcinschi sau Teodor Malai), acesta a fost executat în 1939, la ordinele NKVD-ului. 